# Nécromantéion de l'Achéron
Le Nécromantéion (grec ancien : Νεκρομαντεῖον / Nekromanteîon ; grec moderne : Νεκρομαντείο Αχέροντα / Nekromandío Akhéronda) est un ancien sanctuaire grec et oracle de nécromancie consacré à Hadès et Perséphone. La tradition le situe près de l’ancienne ville d’Éphyre, sur les rives de l’Achéron, rivière d’Épire, au confluent du Phlégéthon ou Pyriphlégéthon (Φλεγέθων, signifiant « flamboyant ») et du Cocyte (Κωκυτός, signifiant « complainte »), rivières censées délimiter le domaine d’Hadès.
Dans la mythologie grecque, l’Achéron est une branche de la rivière souterraine du Styx (Στύξ / Stúx, la « haine »), sur laquelle Charon transportait dans sa barque les âmes des défunts vers les Enfers ; l’Achéron reçoit deux affluents en sens contraire : le Cocyte et le Phlégéthon.
Compte tenu de la configuration géographique des lieux, une colline, à l'est du village actuel de Mésopotamos, en Épire (coordonnées 39°23'62" Nord et 20°53'45" Est), a été proposée en 1958 comme étant le site du Nécromantéion de l’Achéron, mais cette identification a été remise en question pour diverses raisons.
Le site a été détruit par les Romains en 167 av. J.-C. au cours de leur troisième guerre contre la Macédoine, puis partiellement réoccupé au Ier siècle av. J.-C.. Il est resté en usage agricole, avec plusieurs interruptions, notamment à l’époque ottomane, jusqu’au milieu du XXe siècle ; un monastère dédié à saint Jean Prodome y a été construit au début du XVIIe siècle. La présentation muséologique qui s’y trouve suit l’interprétation de Sotírios Dákaris.

## Contexte
Le mot Nécromantéion (de nécromancie : du grec νεκρός « mort » et μαντεία « divination ») signifie « Oracle des Morts », les fidèles y venant dans l’espoir de recevoir conseil de leurs proches défunts, qui résident dans l’Hadès. Bien d’autres sanctuaires grecs, comme celui de Poséidon au cap Ténare, ainsi que ceux d’Hermione d’Argolide, de Cumes et Héraclée pontique, sont connus pour avoir abrité des oracles des morts, mais le Nécromantéion de l’Achéron reste le plus important. Il appartenait aux Thesprotes, habitants de cette partie de l’Épire.

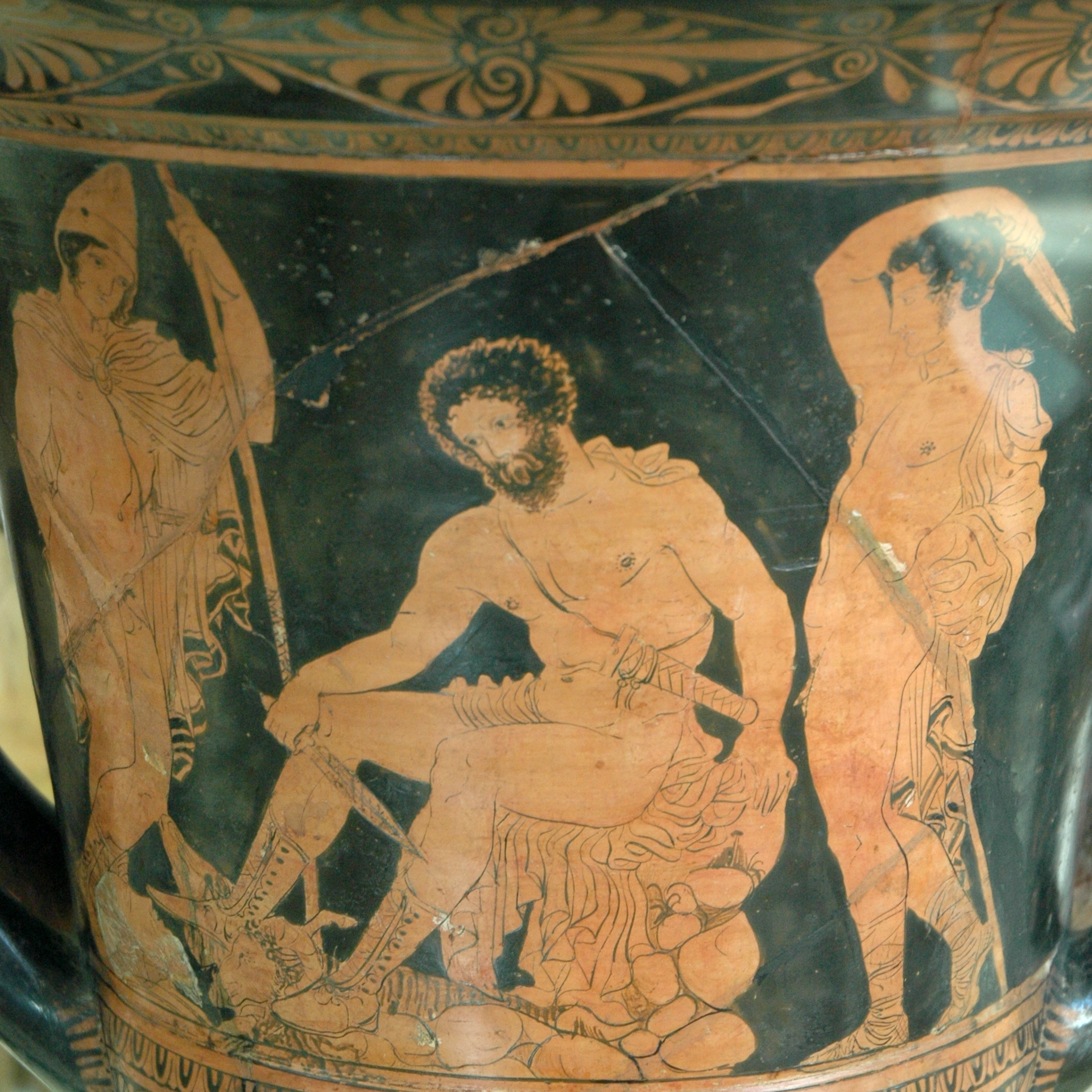
Ulysse au Nécromantéion creusant une fosse de son glaive pour consulter l’esprit de Tirésias : cratère en cloche lucanien du peintre de Dolon, IVe siècle av. J.-C., Cabinet des médailles de la Bibliothèque nationale de France.

Chez Homère (dans l'Odyssée à la fin du chant X), Ulysse, cherchant à rentrer à Ithaque, reçoit de Circé le conseil d'aller faire ses néquies au Nécromantéion : il s’agit d’un rituel sacrificiel pour invoquer les morts, en particulier le devin thébain Tirésias. Au début du chant XI de l’Odyssée, Ulysse accompagné par deux de ses compagnons, doit débarquer plusieurs béliers sacrificiels, creuser de son glaive une fosse carrée d’une coudée de côté pour y accomplir trois libations de lait sucré au miel, de vin doux et d’eau pure, le tout couvert de farine, adressées à tous les morts, auxquels il promet qu’une fois rentré à Ithaque, il leur sacrifiera la plus belle de ses vaches. Au défunt devin Tirésias, qu’il était venu consulter, il promet en outre un bélier à la toison noire sans tache. Les ombres des morts s’approchent en foule et Ulysse, tout en leur défendant de se nourrir du sang qu’il réserve à Tirésias, presse ses compagnons de sacrifier les béliers à Hadès et Perséphone et de laisser leur sang couler dans la fosse.
Selon Hérodote, le Nécromantéion eut aussi comme visiteurs des envoyés de Périandre, tyran de Corinthe au VIe siècle av. J.-C., au nom duquel ils sollicitèrent l’avis de sa défunte épouse Mélissa.

## Utilisation rituelle
Le Nécromantéion n’est pas une « porte des Enfers », mais plutôt un « parloir des morts », car ce ne sont pas les célébrants qui descendent dans l’Hadès (catabase), mais les morts qui viennent (s’ils acceptent le sacrifice) parler aux célébrants grâce aux néquies, rituels débutant par des prières et des moments de recueillement dans le temple, suivis par le partage d’agapes de fèves, de porc, de pain d’orge, de coquillages, de vin et de narcotiques composés de divers végétaux. Après une cérémonie de purification par l’eau et le sacrifice d’un mouton, les fidèles descendaient au sous-sol, censément guidés par les divinités grecques chthoniennes à travers un labyrinthe souterrain pourvu de plusieurs portes de fer que l’on ouvrait en échange d’offrandes. Selon l’interprétation de Dakaris, les prêtres auraient simulé l’apparition des morts grâce à divers mécanismes.

## Discussions autour de l’emplacement
Le site archéologique découvert en 1958 près de Mesopotamos et exploré au cours des campagnes de fouilles 1958-1964 et 1976-1977, a été identifié comme le Nécromantéion de l’Achéron par l’archéologue Sotiros Dakaris, en raison des similitudes avec les descriptions trouvées dans Hérodote et Homère. Cependant, sa situation topographique sur une colline commandant le voisinage immédiat ne correspond pas entièrement à la description de ces sources et les ruines que l’on voit actuellement à Mesopotamos sont datées au plus tôt du IVe siècle avant notre ère.
L’identification du Nécromantéion avec le site de Mesopotamos a été de plus en plus contestée depuis la fin des années 1970 et Mesopotamos est interprété par de nombreux auteurs comme une ancienne ferme fortifiée, d’un type commun durant l’époque hellénistique,, ce qui expliquerait les nombreux outils de ménage ou agricoles retrouvés. Les roues dentées en bronze, que Dakaris avait considérées comme les composantes d’un mécanisme permettant aux prêtres de simuler l’apparition des morts, appartenaient en fait à au moins sept catapultes,.

## Chronologie
- VIIIe siècle av. J.-C. : le Nécromantéion est décrit par Homère.
- Ve siècle av. J.-C. : le Nécromantéion est mentionné par Hérodote.
- Vers la fin du IVe siècle av. J.-C. : érection des bâtiments dont on voit actuellement les ruines.
- An 167 avant notre ère : le site est incendié par les Romains.

## Images

Plan du site archéologique de Mesopotamos
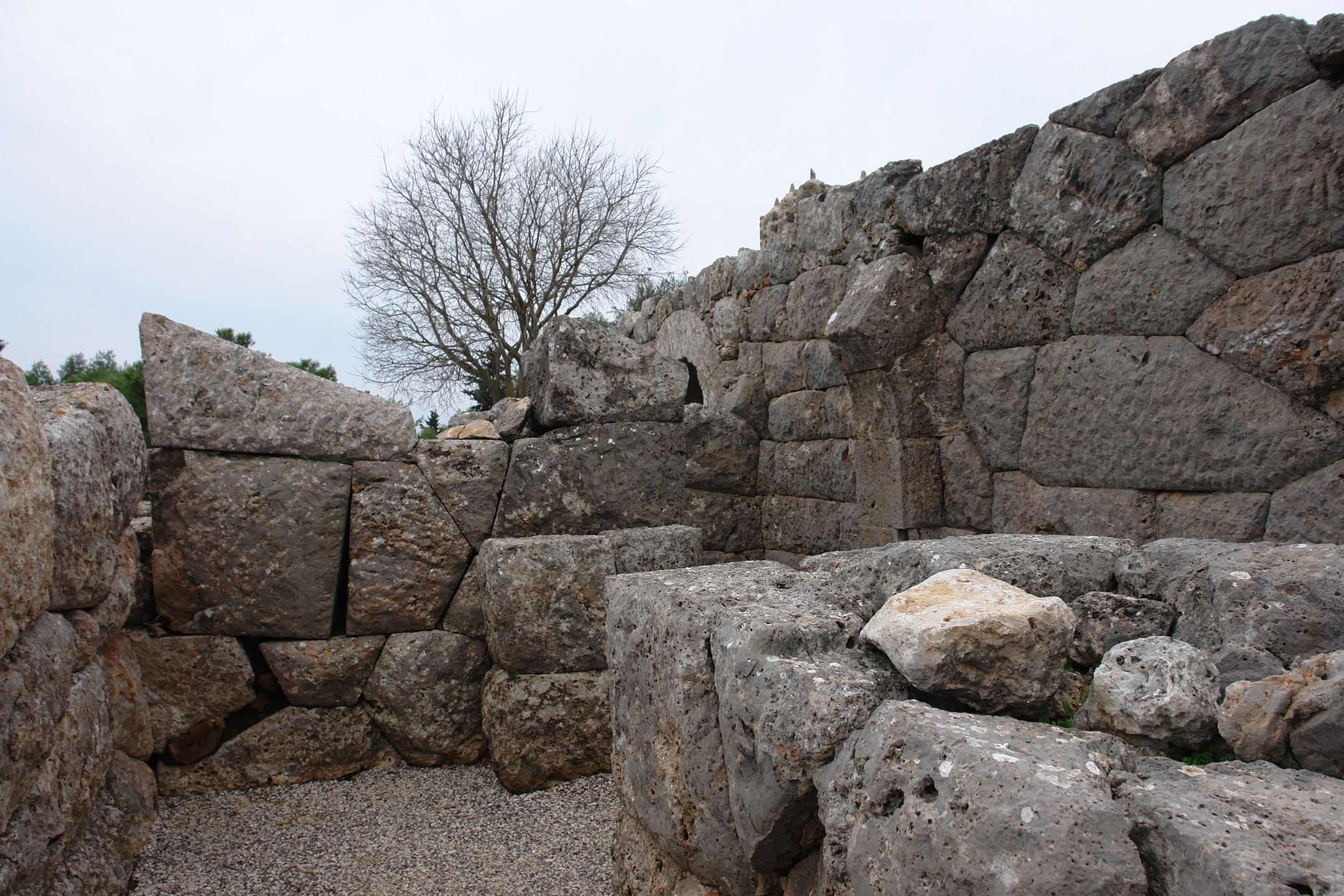
Salles menant à la salle centrale
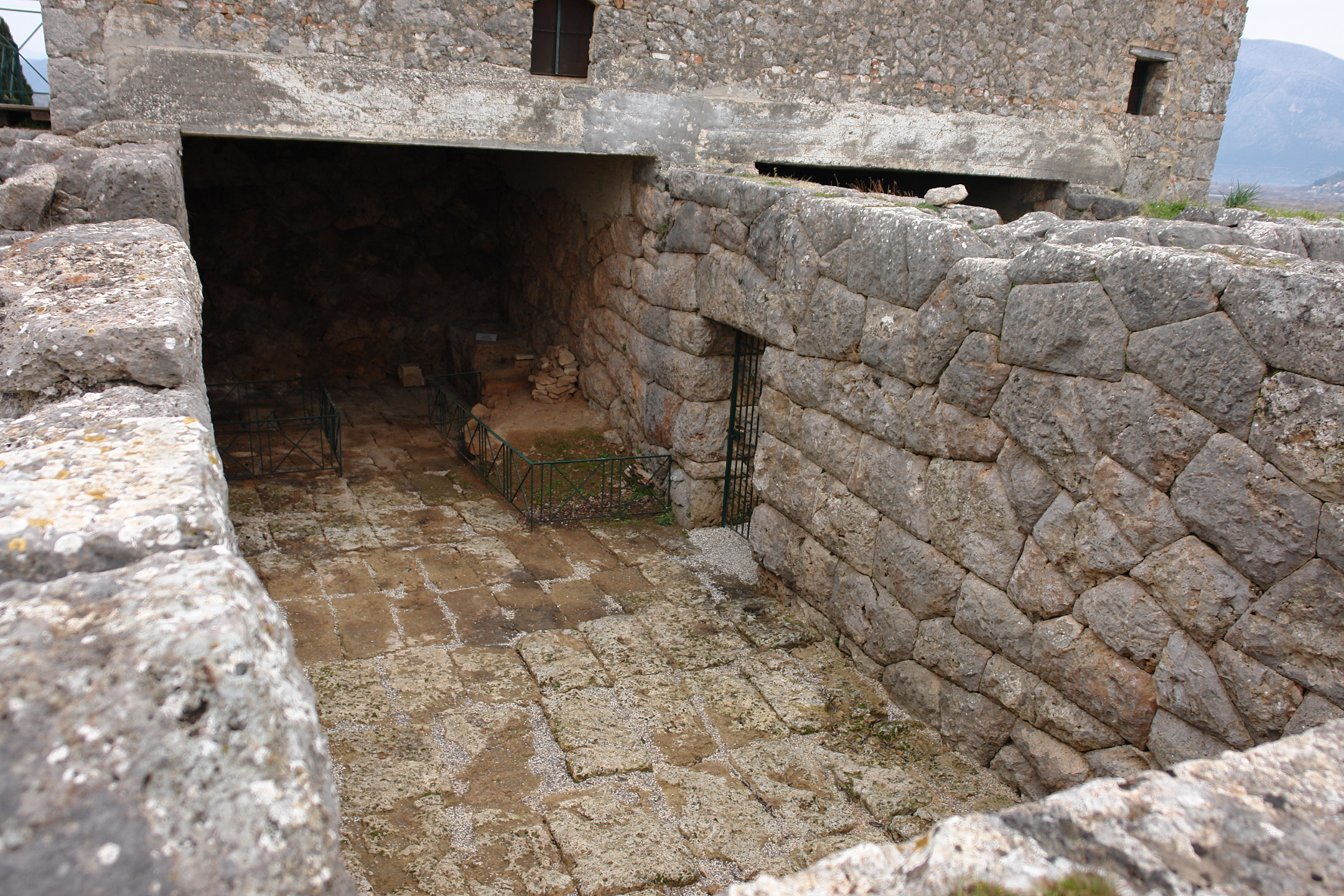
Salle centrale
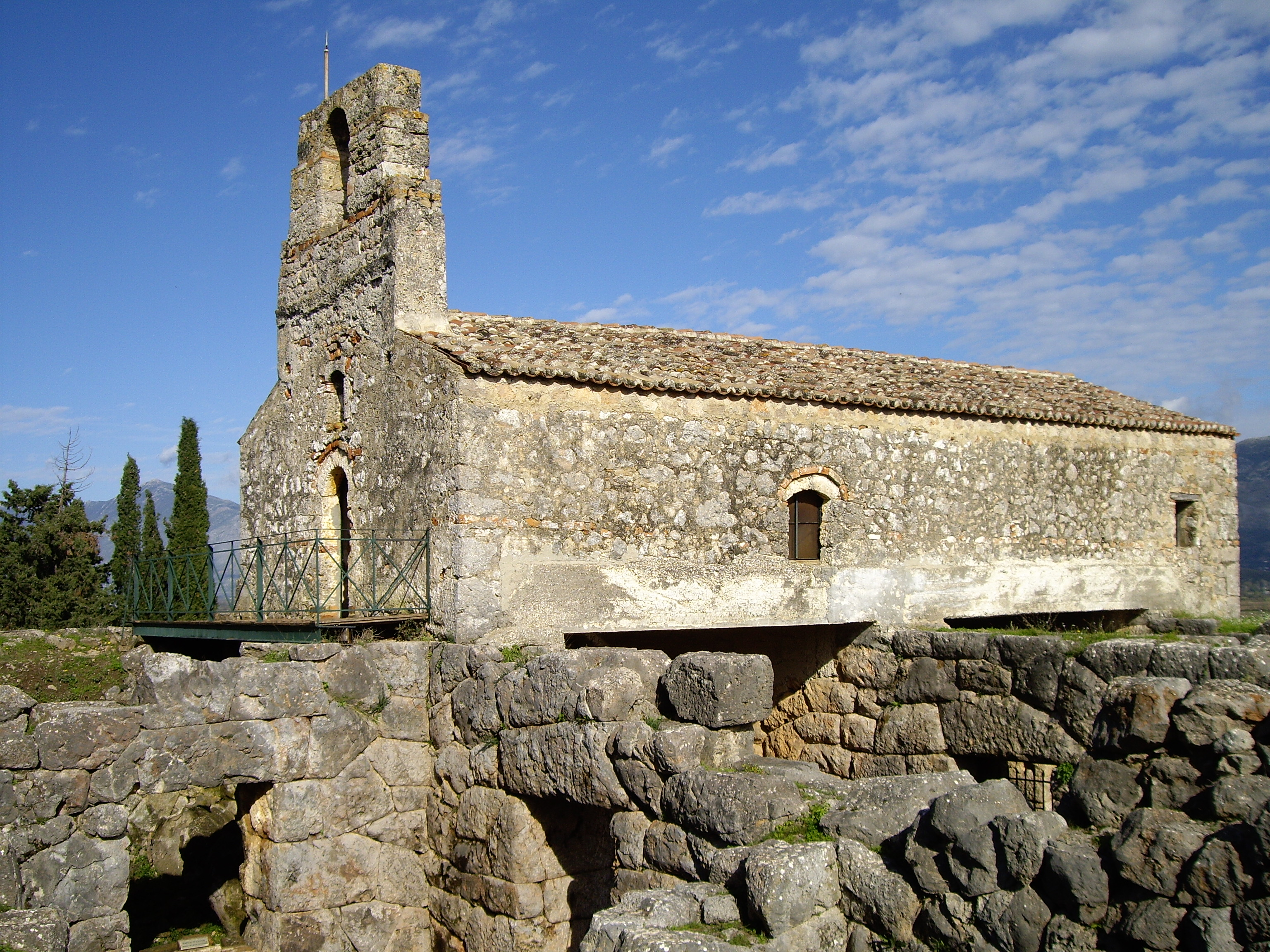
Chapelle Saint-Jean Prodrome, reposant sur une dalle de béton depuis les fouilles archéologiques.